# Kareman Gora
Kareman Gora (ur. 6 lutego 1891 w Starovë, zm. 1950 w Pogradcu) – albański filantrop i inżynier, honorowy obywatel Pogradca.